# 新潟県立長岡向陵高等学校
新潟県立長岡向陵高等学校（にいがたけんりつながおかこうりょうこうとうがっこう、英称：Niigata Prefectural Nagaoka Koryo High School）は、新潟県長岡市にある県立高等学校である。

## 概要
本校の開校は、1980年代初頭であるが、その当時長岡市内には全日制普通科の県立高校が川東側の長岡高校・長岡大手高校の2校のみであり、上級学校（4年制大学）への進学希望者数が増加するなかで、新たな新設校の開校が検討されていた。また、川西地区では県立高校がまだ設置されていなかった背景もあり、長年に渡り高校の開校が望まれていたことも本校が現在地に開校した理由の一つである。

### 名称
本校と同じ名称の高校が東北地方の青森県八戸市、北陸地方の富山県高岡市にあるが、この向陵高等学校及び高岡向陵高等学校との関連は一切ない。

### 校歌
作詞：谷川俊太郎
作曲：細矢禊

### 校章
本校の近隣である長岡市関原地区の馬高遺跡から出土した火焔土器と、長岡市西部に広がる関原丘陵と信濃川を組み合わせたものが採用されている。

## 沿革
- 1982年11月15日 - 開校準備室設置。
- 1983年3月9日 - 管理・普通教室棟、大体育館落成。
- 1983年3月16日 - 一般入試を長岡高校で実施。
- 1983年4月1日 - 現在地に開校。
- 1983年4月8日 - 第1回入学式挙行、8学級361名が入学。
- 1983年6月2日 - 特別教室棟落成。
- 1983年6月9日 - 生徒会（聡慧会）結成。
- 1983年10月26日 - 開校記念式典挙行。
- 1984年3月15日 - 管理・普通教室棟、校門落成。
- 1985年6月5日 - 小体育館・格技場落成。
- 1985年10月22日 - 校歌制定・記念演奏会。
- 1986年3月7日 - 同窓会結成。
- 1986年3月8日 - 第1回卒業式挙行、341名が卒業。
- 1986年4月8日 - 昭和61年度入学生より9学級編成となる。
- 1988年3月23日 - プレハブ教室落成（学級数増加に伴う）。
- 1989年4月1日 - 平成元年度入学生より10学級編成となる（次年度までの措置で平成3年度より9学級に）。
- 1992年3月26日 - コンピュータ教室設置。
- 1994年3月28日 - テニスコートに隣接して屋外体育館落成。
- 1997年2月3日 - 平成9年度入試より推薦入試を実施。
- 2002年4月8日 - 平成14年度入学生より8学級編成となる。
- 2002年10月22日 - 創立20周年記念式典挙行。
- 2004年10月23日 - 新潟県中越地震発生。校舎内外に被害を受けて体育館が避難場所となる。数日臨時休校、11月2日に授業再開。プレハブ教室が使用不可能となる（2005年3月に解体）。
- 2007年7月16日 - 新潟県中越沖地震発生。
- 2011年4月1日 - 平成23年度入学生より7学級編成となる。
- 2012年 - 創立30周年。

## 部活動

### 運動部
- 野球部

1992年夏（第74回）に出場、1回戦で星稜高校に0-11で敗れる。当時から強打者として著名だった松井秀喜に対して敬遠する事なく真っ向から勝負した事が評価された。
- サッカー部

2004年全国選手権大会に出場。2回戦で兵庫・滝川第二高校と対戦し、0-3で敗退。3失点のうち2点は、当時滝川第二の2年生であった、岡崎慎司によってなされた。
- 陸上競技部
- バスケットボール部
- バレーボール部
- テニス部
- ソフトテニス部
- バドミントン部
- 卓球部
- ソフトボール部
- 剣道部
- 弓道部
- 空手道部
  - 2008年に同好会から部に昇格、同年に北信越大会出場。

### 文化部
- 吹奏楽部
- 合唱部
- 演劇部
- 書道部
- 美術部
- 英語部
- 茶道部
- 園芸部

## 年間行事
- 4月 - 入学式
- 5月 - 遠足・中間考査
- 6月 - 体育祭・英語検定
- 7月 - 期末考査・球技大会
- 8月 - 進学補習・部活動合宿
- 9月 - 聡慧祭（そうけいさい・文化祭）
- 10月 - 沖縄修学旅行（2年生）・中間考査・マラソン大会（長岡市営陸上競技場）
- 11月 - 英語検定
- 12月 - 期末考査
- 1月 - センター試験・英語検定
- 2月 - 国立大学2次試験
- 3月 - 学年末考査（3年除く）・卒業式・球技大会（3年除く）

## 著名な出身者
- 鈴木淳子（1期生：漫画家）
- 五藤利弘（2期生：映画監督・脚本家・構成作家）
- 丸山晴美（8期生：節約アドバイザー・ファイナンシャルプランナー）
- 太田柾樹（14期生：イラストレーター）
- 相沢美羽（20期生：タレント・映画監督）
- 栗田佳織（21期生：タレント・武道家）
- 星野純子（2008年卒：モーグル選手）

## 交通・アクセス方法
- 越後交通「向陵高校前」バス停より徒歩すぐ
- 越後交通「喜多町」バス停より南へ約100m（徒歩：約1分）
- JR東日本（上越新幹線・信越本線・上越線）長岡駅より約4.8 km

### 生徒の通学手段
本校への通学手段としては、電車・自転車や徒歩のほかに、越後交通が運行する路線バスがある。また、平日はスクールバスが運行されている。朝は小千谷市・（旧）栃尾市・見附市方面から1本・見附方面から1本・長岡駅大手口から3本の計5本、放課後は長岡駅行きが3本運行されている。（冬期間のみ江陽地区から朝1本運行されている）スクールバスの起終点はいずれも「向陵高校前」バス停。

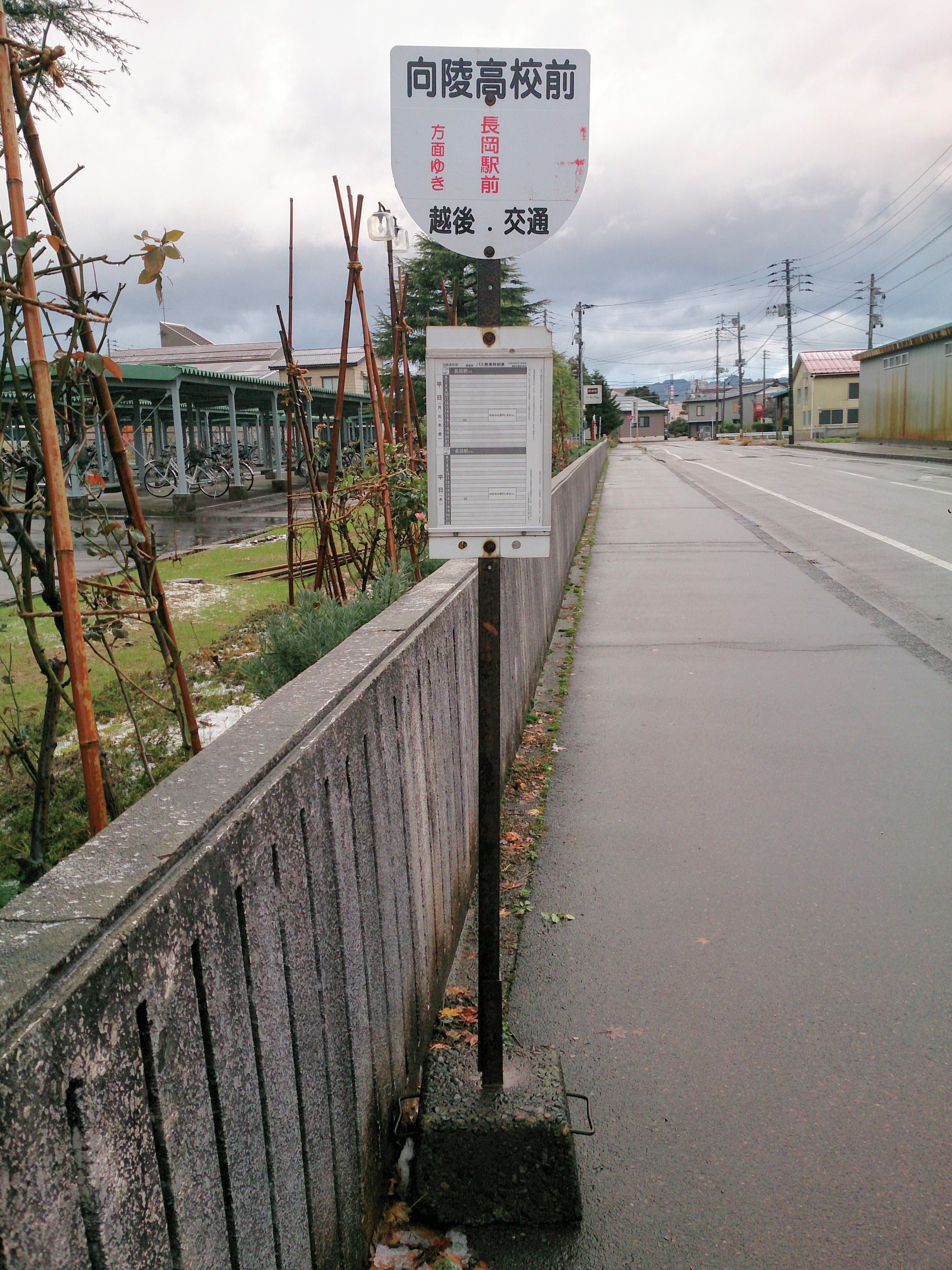
「向陵高校前」バス停
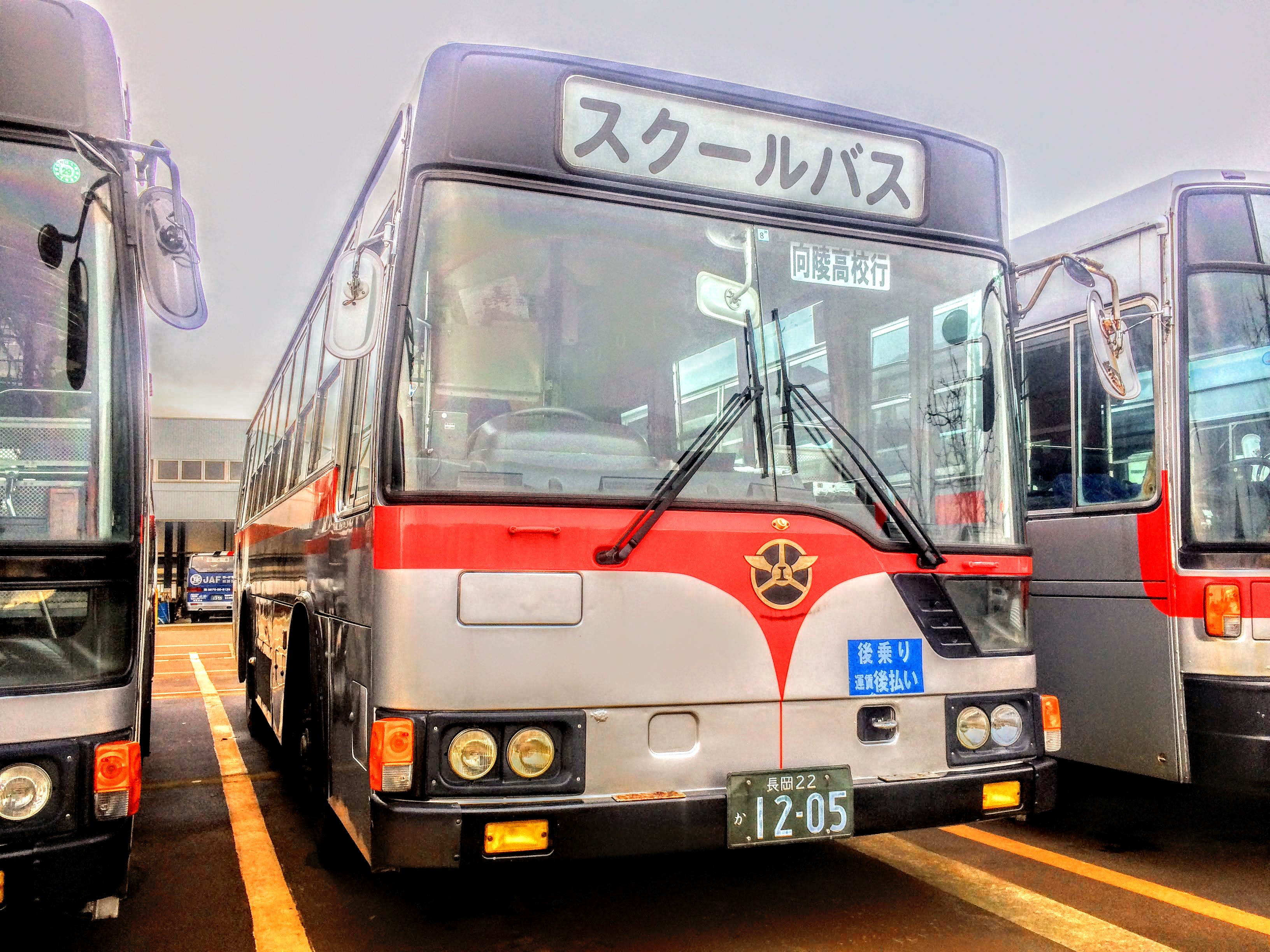
スクールバス（本社営業所車庫にて）
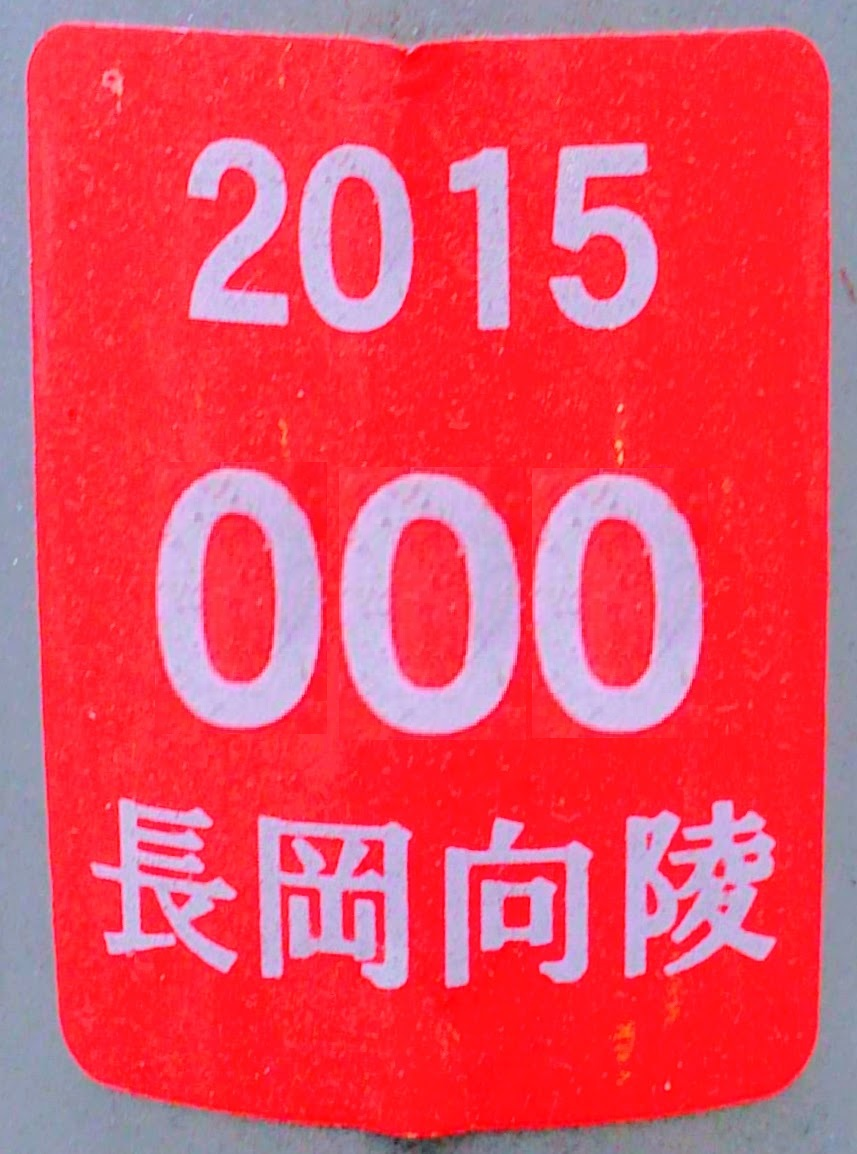
自転車通学の生徒に支給されるステッカー